# Batalhão Al-Bara' ibn Malik
O Batalhão Al-Bara' ibn Malik (em árabe: كتيبة البراء بن مالك), também escrito como El-Baraa Ibn Malik ou Abaraa Iban Malik, é uma milícia islamista sudanesa que surgiu dentro da complexa rede de milícias e facções armadas no Sudão, operando dentro do movimento de Resistência Popular Sudanesa. A milícia está ligada às Forças Populares de Defesa, um grupo paramilitar ativo durante o regime de Omar al-Bashir, atualmente conhecido como "Batalhões Sombra". Tem atuado ativamente no apoio às Forças Armadas Sudanesas (FAS) em suas batalhas contínuas contra as Forças de Apoio Rápido (FAR).
A organização combate nas linhas de frente de Cartum contra as Forças de Apoio Rápido e, consequentemente, ganhou popularidade entre os moradores locais. A milícia é acusada de cometer crimes de guerra durante o conflito.